# Caroline Brunet
Caroline Brunet (ur. 20 marca 1969 w Quebecu) – kanadyjska kajakarka, trzykrotna medalistka olimpijska i dziesięciokrotna mistrzyni świata.

## Kariera sportowa
Odpadła w półfinale wyścigu kajaków jedynek (K-1) i w repasażach wyścigu kajaków czwórek (K-4) na dystansie 500 metrów na igrzyskach olimpijskich w 1988 w Seulu. Zajęła 7. miejsce w wyścigu jedynek i 6. miejsce w wyścigu czwórek na  500 metrów na mistrzostwach świata w 1989 w Płowdiwie, a na mistrzostwach świata w 1990 w Poznaniu zajęła w konkurencji jedynek 7. miejsce na 500 metrów i 8. miejsce na 5000 metrów. Startując w wyścigu jedynek na 500 metrów zajęła 4. miejsce na mistrzostwach świata w 1991 w Paryżu. Na igrzyskach olimpijskich w 1992 w Barcelonie zajęła na dystansie 500 metrów 7. miejsce w konkurencji jedynek i 6. miejsce w konkurencji czwórek.
Zdobyła brązowy medal w wyścigu jedynek na 500 metrów, przegrywając jedynie z Birgit Schmidt z Niemiec i  Anną Olsson ze Szwecji, a także zajęła 4. miejsce w wyścigu czwórek na 500 metrów na mistrzostwach świata w 1993 w Kopenhadze. Na mistrzostwach świata w 1994 w Meksyku wywalczyła dwa brązowe medale: w wyścigu jedynek na 200 metrów (za Ritą Kőbán z Węgier i Anną Olsson) i w wyścigu czwórek na 200 metrów (z Alison Herst, Klarą MacAskill i Corriną Kennedy), a także zajęła 4. miejsce w wyścigu jedynek na 500 metrów. Zdobyła trzy medale na mistrzostwach świata w 1995 w Duisburgu: złoty w konkurencji czwórek na 200 metrów (razem z Herst, Kennedy i Marie-Josée Gibeau) oraz srebrne w wyścigach jedynek na 200 metrów (za Kőbán, a przed Olsson) i na 500 metrów (za Kőbán, a przed Susanne Gunnarsson ze Szwecji).
Na igrzyskach olimpijskich w 1996 w Atlancie zdobyła srebrny medal w wyścigu jedynek na 500 metrów, przegrywając z Kőbán, a wyprzedzając Josefę Idem z Włoch. Zdobyła trzy złote medale w konkurencji jedynek na mistrzostwach świata w 1997 w Dartmouth, wygrywając wyścigi na 200  metrów (przed Idem i Jacqui Mengler z Australii), 500 metrów i 1000 metrów (oba przed Idem i Ursulą Profenter z Austrii. Ponownie zwyciężyła w konkurencji jedynek na 200 metrów (przed Idem i Évą Dónusz z Węgier) i na 500 metrów (przed Katrin Borchert reprezentującą Australię i Idem), a na 1000 metrów zdobyła srebrny medal (za Idem, a przed Borchert) na mistrzostwach świata w 1998 w Segedynie.
Zdobyła cztery medale na mistrzostwach świata w 1999 w Mediolanie: złote w wyścigach jedynek na 200 metrów, 500 metrów (oba razy przez Idem i Kőbán) i 19000 metrów (przed Idem i Katalin Kovács) oraz srebrny w wyścigu dwójek (K-2) na 500 metrów (w parze z Karen Furneaux). W tym roku uzyskała nagrodę dla najlepszego sportowca Kanady – Lou Marsh Trophy. Na igrzyskach olimpijskich w 2000 w Sydney była chorążym reprezentacji Kanady. Ponownie zdobyła srebrny medal w wyścigu jedynek na 500 metrów, za Idem, a przed Borchert, a także zajęła 5. miejsce w wyścigu dwójek na 500 metrów (razem z Furneaux). Wywalczyła dwa srebrne medale w konkurencji jedynek na mistrzostwach świata w 2002 w Sewilli: na 200 metrów (za Teresą Portelą z Hiszpanii, a przed Polką Elżbietą Urbańczyk) i na 500 metrów (za Idem, a przed Kovács), a w wyścigu jedynek na 1000 metrów zajęła 5. miejsce. Na kolejnych mistrzostwach świata w 2003 w Gainesville zdobyła trzy medale: złoty w konkurencji jedynek na 200 metrów (przed Portelą i Tímeą Paksy z Węgier), srebrny w wyścigu jedynek na 500 metrów (za Kovács, a przed Anetą Pastuszką z Polski i brązowy w wyścigu dwójek na 1000 metrów (w parze z Mylanie Barré), a na swych piątych igrzyskach olimpijskich w 2004 w Atenach zdobyła brązowy medal w wyścigu jedynek na 500 metrów (za Natasą Janics z Węgier i Idem) oraz zajęła 7. miejsce w wyścigu dwójek na 500 metrów (razem z Barré).
W 2009 została wybrana do Galerii Sławy Sportu Kanady.